# Гнилицкий, Александр Анатольевич
Александр Анатольевич Гнилицкий (17 июля 1961, Харьков — 1 ноября 2009, Киев) — украинский художник, один из пионеров Новой украинской волны. В 1994 году входил в киевскую художественную группу «Парижская коммуна». С 1996 года — один из основателей и руководитель «Института нестабильных мыслей».

## Биография
С 1976 по 1980 год учился в Харьковском художественном училище (кафедра театральной декорации). С 1981 по 1987 год учился на Кафедре монументальной живописи Украинской государственной академии искусства.
В последние годы жил и работал в Киеве и Мюнхене.
Прощание с художником состоялось 3 ноября в Пинчук Арт Центре.

## Работы находятся в собраниях
- Государственный Русский музей, Санкт-Петербург.
- Национальный художественный музей Украины, Киев.
- PinchukArtCentre, Киев.
- Сумской областной художественный музей им. Н. Х. Онацкого, Сумы.
- Ульяновский областной художественный музей, Ульяновск.
- Частные коллекции России, Украины, Германии.
- Музей АРТ4, Москва.
- Галерея Sinara Art, Екатеринбург.

## Персональные выставки
- 2005 — «Дача». Галерея «Цех», Киев.
- 2005 — «II Pause». RSVP Kulturverein, Мюнхен, Германия.
- 2005 — «b-painting». Галерея Л-Арт, Киев.
- 2005 — «Александр Гнилицкий. Живопись». Галерея М. Гельмана, Москва.
- 1991 — «Сергей Ануфриев — Александр Гнилицкий». Галерея 1.0, Москва.

## Цитаты
- «Любая работа Гнилицкого была сделана, как сказал бы Платонов, „умными руками“. Мне кажется, что в принципе думать руками и значит не просто считаться, но и быть художником. Его руки оживляют первичный импульс, конструируют „механизм“ (не важно, что тот собой представляет — живопись, механический агрегат или коммуникативную ситуацию), благодаря которому абстракция идеи становится эстетическим объектом в пространстве»[1] — Владимир Левашов, OpenSpace.ru.